# Bistum Puerto Iguazú
Das Bistum Puerto Iguazú (lat.: Dioecesis Portus Iguassuensis, span.: Diócesis de Puerto Iguazú) ist eine in Argentinien gelegene römisch-katholische Diözese mit Sitz in Puerto Iguazú.

## Geschichte
Das Bistum Puerto Iguazú wurde am 16. Juni 1986 durch Papst Johannes Paul II. mit der Päpstlichen Bulle Abeunt alterna vice aus Gebietsabtretungen des Bistums Posadas errichtet und dem Erzbistum Corrientes als Suffraganbistum unterstellt. Am 13. Juni 2009 gab das Bistum Puerto Iguazú Teile seines Territoriums zur Gründung des Bistums Oberá ab.

## Bischöfe von Puerto Iguazú
- Joaquín Piña Batllevell SJ, 1986–2006
- Marcelo Raúl Martorell, 2006–2020
- Nicolás Baisi, seit 2020